# آرس دیزاین پروجکت۱
آرس دیزاین پروجکت۱ (به انگلیسی: Ares Design Project1)، در سال ۲۰۲۳ با نام پروجکتونو به بازار عرضه شد، یک خودروی اسپورت است که توسط سازنده خودرو ایتالیایی آرس دیزاین ساخته شده است. این خودرو که بر پایه لامبورگینی اوراکان ساخته شده است، قرار است تفسیری مدرن از دتوماسو پانترا باشد.

## مشخصات
این موتور توسط آرس دیزاین ساخته شده است و با نصب یک ECU جدید و یک سیستم اگزوز جدید، توان خروجی ۶۵۰ اسب بخار متری (۴۷۸ کیلووات؛ ۶۴۱ اسب بخار) و گشتاور ۴۴۲ پوند-فوت (۵۹۹ نیوتن متر) دارد. این خودرو جعبه‌دنده ۷ سرعته دوکلاچه و سیستم چهار چرخ متحرک را از اوراکان حفظ کرده است، اما جعبه‌دنده به منظور پاسخگویی مستقیم‌تر بازسازی شده است.
سیستم اگزوز به گونه‌ای طراحی شده است که صدای موتور را افزایش دهد. پروجکت۱ از ترمزها و کالیپرهای سرامیکی کربنی (۶ پیستون در جلو، ۴ پیستون در عقب) از برمبو با چرخ‌های فوسن فورس آلومینیومی به ابعاد ۲۰ اینچ در جلو و ۲۱ اینچ در عقب استفاده می‌کند که در لاستیک‌های پیرلی با ابعاد ۲۵۵/۳۰ پیچیده شده‌اند. R20 در جلو و 325/25 R21 در عقب.

فضای داخلی خودرو کاملاً بازطراحی شده است و اکنون دارای طراحی یکپارچه‌سازی با سیستم‌عامل است. روکش آن از چرم ناپا/آلکانترا است و دارای روکش فیبر کربنی است. با توجه به مشخصات مشتری سفارشی خواهد شد.

## عملکرد
سازنده تخمین می‌زند که پروجکت۱ می‌تواند ۰–۱۰۰ کیلومتر بر ساعت (۰–۶۲ مایل بر ساعت) در ۳٫۲ ثانیه شتاب بگیرد و می‌تواند به بیشینه سرعت بیش از ۳۲۵ کیلومتر بر ساعت (۲۰۲ مایل بر ساعت) دست یابد.

## تولید
پروجکت۱ در کارخانه این شرکت در مودنا ایتالیا ساخته خواهد شد و تولید آن به ۲۱ دستگاه محدود خواهد شد که همگی قبلاً فروخته شده‌اند. زمان تخمینی تولید هر خودرو ۱۲ هفته خواهد بود.